# Euscorpius beroni
Euscorpius beroni — вид скорпіонів родини Euscorpiidae. 

## Поширення
Ендемік північної Албанії, зустрічається в окрузі Шкодер у Північно-Албанських Альпах. Виявлений в гірських ландшафтах на висотах від 1400 до 2400 м.

## Опис
Світлого забарвлення скорпіони розміром близько 3 см (світло-коричневе тіло з бурими ногами, що несуть темніші плями). 

## Таксономія
Таксон належить до видового комплексу «E. mingrelicus species complex», в якому найбільш близький до виду Euscorpius gamma, Caporiacco, 1950. Вид був описаний у 2000 році арахнологом Віктором Фетом (Marshall University, Huntington, Західна Вірджинія, США) і названий на честь Петара Берона (Petar Beron).